# 鐵道英豪
參數所指定的目標頁面不存在，建議更正成存在頁面或直接建立下列一個頁面（建立前請先搜尋是否有合適的存在頁面可以取代）：
- 救急戰隊GOGOFIVE

《鐵道英豪》（Grand Liner），是吉田正紀所作的日本漫畫。由週刊少年サンデー2006年3、4月合併號及2006年11月號短期集中連載的作品，在台灣由青文出版社出版單行本漫畫。

## 簡介
故事背景是一個以鐵道為主要交通方式的世界。經營個人快遞業務的主角阿爾，在一次送貨的途中幫助一位被列車賊追趕的少女－瑪雅，但是她其實是七大列車賊之一的「紅色拂曉號」的組員。

## 登場人物
阿爾蓋馬尼（アルゲマイネ）
法魯（ファールン）的一位認真經營個人快遞業務的少年。通稱阿爾。喜歡喝巧克力可可。對異性漫不經心，即使是瑪雅的美人計也全無反應。小的時候父親就留下自己和母親（現在已病死）成為列車賊（ギルティライナー），所以十分憎恨列車賊，為了找出父親並繩之以法，目標成為鐵道英豪（グランドライナー）。但是，知道了應詃是正義的一方的歐亞鐵道（ユーラシア鉄道）要破壞並征服法魯，和同樣想阻止他們的紅色拂曉號（紅の暁号）合作。結果被歐亞鐵道當作紅色拂曉號成員通緝。
瑪雅（マヤ）
紅色拂曉號的成員。為了防止歐亞鐵道侵略法魯，在前往法魯的途中與阿爾相會。然後潛伏在城內，當歐亞鐵道以法魯全城在印製偽鈔為由進入調查之時，將偽鈔的模版搶走，卻不敵葛利恩的攻擊，被當作人質。最後被自責害瑪雅被抓的阿爾救走。
尤迪尼亞斯（ユージニアス）
葛利恩上校（ガリエン大佐）
哈米爾（ハミル）
魯德烈國王的美人秘書官。
魯德烈國王（ルデレ公王）
列車長
男列車賊（ギルティライナーの男）
尤迪的母親（ユージィの母）
尤迪的父親（ユージィの父）
拉娜（ライナ）
法蘭茲（フランツ）
帕迪（パティ）
露比（ルビー）
路西歐（ルシオ）
艾塞爾（アイゼル）

## 用語解說
鐵道英豪（グランドライナー）
列車賊（ギルティライナー）